# Стара (притока Сейму)
Стара, Старий Сейм — річка стариця в Україні, у Конотопському районі Сумської області. Ліва притока Сейму (басейн Дніпра).

## Опис
Довжина 17 км, похил річки — 0,18 м/км. Площа басейну 41,0 км².

## Розташування
Бере початок у Хижках. Тече переважно на північний захід через Прилужжя, Новомутин і впадає у річку Сейм, ліву притоку Десни.